# Aleksandr Ivanovich Pokryshkin
Aleksandr Ivanovich Pokryshkin (tiếng Nga: Александр Иванович Покрышкин; 6 tháng 3 năm 1913 – 13 tháng 11 năm 1985) là phi công chiến đấu nổi tiếng và Nguyên soái Không quân Liên Xô. Ông là một trong bốn người được phong danh hiệu Anh hùng Liên Xô ba lần vào các năm 1943 và 1944.
Trong Thế chiến thứ hai, Pokryshkin là nhà chiến thuật lớn của Không quân Liên Xô, ông đã một tay thay đổi hầu như toàn bộ chiến thuật lỗi thời của quân đội Liên Xô vốn vẫn được dùng khi chiến tranh bắt đầu năm 1941, dẫn tới ưu thế sau này của Không quân Liên Xô khi đối đầu với Không quân Đức Quốc xã.

## Tiểu sử
Pokryshkin sinh tại thành phố Novosibirsk trong một gia đình công nhân. Lớn lên trong những khu phố nghèo và nhiều tội ác của thành phố, nhưng Pokryshkin hứng thú với việc học hành hơn là tham gia đánh nhau hoặc ăn cắp vặt như những người bạn cùng lứa, vì vậy biệt danh của Aleksandr khi còn nhỏ là "kỹ sư". Pokryshkin bắt đầu ước mơ làm phi công sau khi được chứng kiến một cuộc trình diễn hàng không năm 12 tuổi. Năm 1928, sau khi tốt nghiệp cấp II, Aleksandr trở thành công nhân xây dựng. Năm 1930, mặc dù người cha phản đối, ông vẫn rời khỏi nhà để vào học trong một trường cao đẳng kỹ thuật ở địa phương, sau khóa học 18 tháng, Pokryshkin vào làm việc tại một nhà máy quốc phòng. Sau đó, ông tình nguyện nhập ngũ và được chuyển đến một trường huấn luyện phi công, không may là trường này đột nhiên bị đóng cửa và toàn bộ học viên thay vì được huấn luyện thành phi công đã trở thành thợ sửa chữa máy bay với một lý do đơn giản "Không quân Xô viết rất cần công nhân cơ khí".
Pokryshkin vẫn nỗ lực học tập để trở thành một người thợ lành nghề mặc dù nguyện vọng của ông là trở thành phi công chiến đấu. Tốt nghiệp năm 1933, ông đã nhanh chóng được giao vị trí công nhân cơ khí hàng không bậc cao tại Sư đoàn bộ binh số 74. Ông làm việc tại đây từ năm 1934 đến tháng 11 năm 1938 và đã đóng góp nhiều cải tiến cho loại súng máy ShKAS và máy bay do thám Polikarpov R-5.
Cuối cùng, trong kỳ nghỉ Đông năm 1938 Pokryshkin đã làm những người lãnh đạo chú ý đến khả năng của ông khi hoàn thành chương trình huấn luyện một năm cho phi công dân dụng chỉ trong 17 ngày. Thành tích này giúp Pokryshkin đủ điều kiện vào học tại một trường không quân và ông ngay lập tức đáp tàu đến trường mà không cần chuẩn bị cả hành lý. Năm 1939 Pokryshkin tốt nghiệp loại ưu và gia nhập Trung đoàn phi công chiến đấu số 55 với quân hàm Thượng úy.

## Thế chiến thứ hai

### Những kinh nghiệm đầu tiên

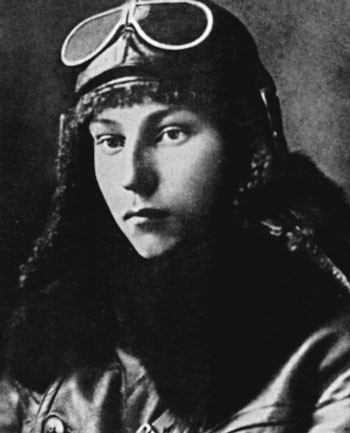
Pokryshkin năm 1940.

Tháng 6 năm 1941, trung đoàn của Pokryshkin đóng tại Moldavia gần biên giới và ngay ngày đầu của Chiến tranh Vệ quốc Vĩ đại, ngày 22 tháng 6 năm 1941, sân bay của trung đoàn đã bị máy bay ném bom Đức oanh tạc. Lần đầu tiên tham gia không chiến của Pokryshkin là một thảm họa, thấy một chiếc máy bay thuộc loại chưa bao giờ gặp, ông tấn công và bắn hạ nó, đến lúc này Aleksandr mới nhận ra chiếc máy bay này có ngôi sao đỏ của Hồng quân ở cánh, hóa ra đó lại là một chiếc máy bay ném bom hạng nhẹ Su-2 của Không quân Liên Xô vốn vẫn được giữ bí mật. Sau đó, ông đã phải bay lượn điên cuồng trước những chiếc MiG-3 của đồng đội để ngăn cản họ bắn hạ những chiếc "máy bay địch" khác vốn cũng là máy bay ném bom Su-2.
Thành tích thực sự đầu tiên đến với ông vào ngày hôm sau, khi Pokryshkin hạ một chiếc Bf-109 trông số 5 máy bay chiến đấu mà ông và đồng đội gặp khi đang bay trinh sát. Ngày 3 tháng 7, ông bị lực lượng phòng không Đức bắn rơi tại hậu phương của Đức Quốc xã và phải mất 4 ngày mới quay về được đơn vị. Chỉ trong những tuần đầu tiên của chiến tranh này, Pokryshkin đã bắt đầu nhận ra sự lạc hậu của học thuyết chiến tranh Xô viết, và bắt đầu phác thảo những ý tưởng của riêng mình. Ông ghi chép cẩn thận mọi chi tiết của các trận không chiến mà ông và đồng đội đã tham gia, từ đó đưa ra những phân tích tỉ mỉ cho từng sự kiện. Pokryshkin chiến đấu và làm việc trong điều kiện hết sức phức tạp, thường xuyên phải rút lui, thông tin liên lạc kém hoặc thậm chí không có, phải đối mặt với đối phương có lực lượng vượt trội. Sau này Pokryshkin đã nói: "Ai chưa từng chiến đấu trong giai đoạn 1941–1942 thì chưa nếm được mùi vị thật sự của chiến tranh".
Trong giai đoạn này Pokryshkin đã vài lần thoát chết trong gang tấc. Để bảo vệ chiếc máy bay của mình, một trong số ít chiếc còn có thể tham gia chiến đấu, Pokryshkin đã lắp thêm vào thân máy bay một khẩu súng máy lấy từ một chiếc ném bom khác. Trong một trận không chiến, phát hiện ông đang sử dụng khẩu súng máy duy nhất, một phi công ném bom Đức đã bổ nhào và thả một quả bom nhỏ vào ngay khoang lái của Pokryshkin, rất may cho ông là quả bom được thả ở cự ly quá gần và nó đã không thể nổ.
Mùa Thu năm 1941, Pokryshkin lái một chiếc MiG-3 cất cánh trong điều kiện mưa tuyết sau khi hai đồng đội đã cất cánh thất bại với nhiệm vụ xác địch vị trí đoàn xe tăng Đức của von Kleist mà Hồng quân vừa mất dấu. Sau khi bay nhiều giờ ở tầm thấp với lượng nhiên liệu hạn hẹp và điều kiện thời tiết phức tạp, cuối cùng ông đã tìm thấy mục tiêu và trở về căn cứ an toàn với thông tin quý giá về vị trí của chúng, nhờ thành tích này Pokryshkin đã được tặng thưởng Huân chương Lênin.

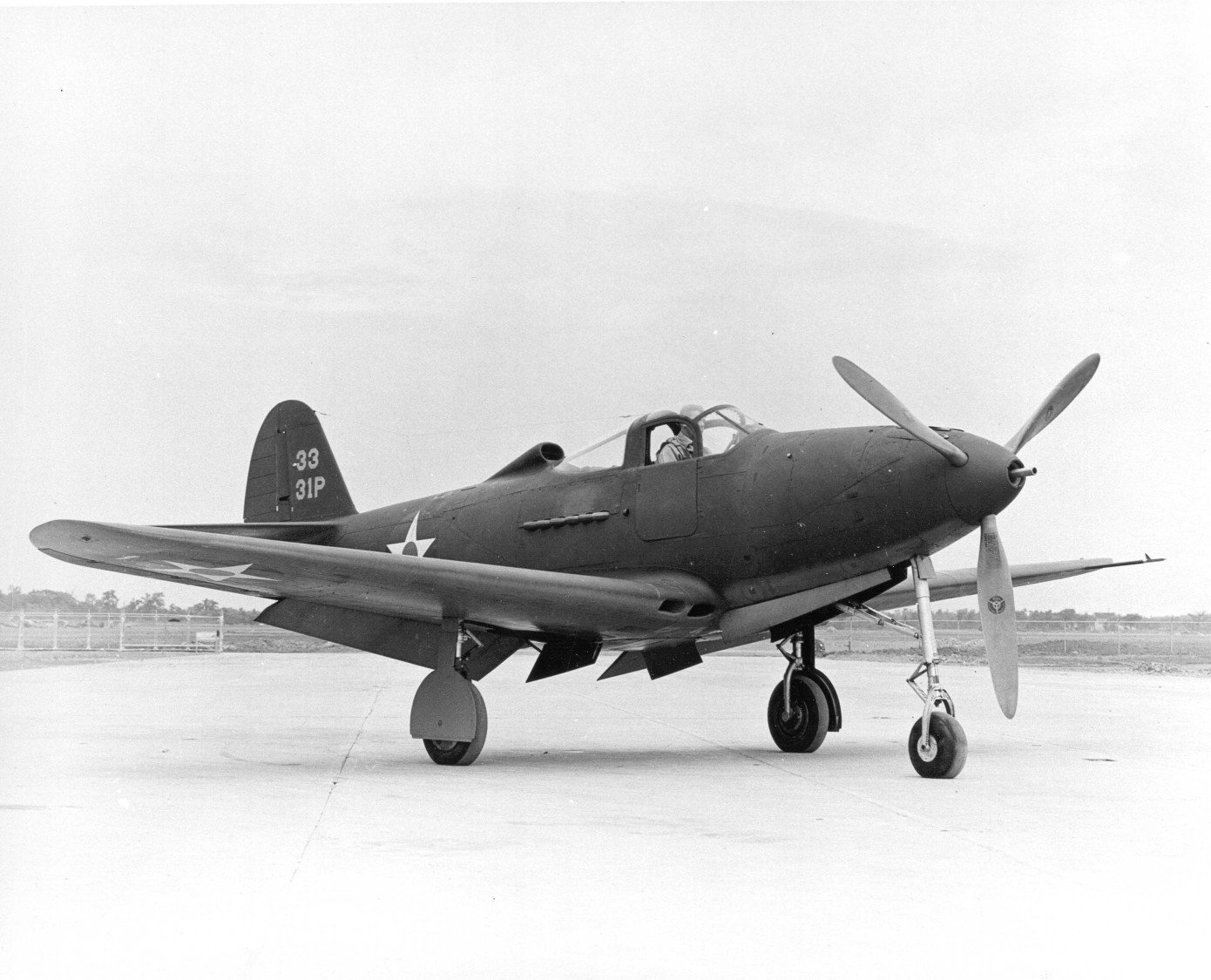
Loại máy bay Bell P-39 Airacobra mà đơn vị của Pokryshkin sử dụng trong giai đoạn 1943—1944.

Cuối mùa hè năm 1942 trung đoàn của Pokryshkin được điều động từ tiền tuyến về để chuyển sang dùng một loại máy bay mới, những chiếc P-39. Trong quá trình làm quen với những chiếc máy bay mới ở hậu phương, Pokryshkin thường xuyên xung đột với vị chỉ huy mới của trung đoàn, người không thể chịu đựng được những chỉ trích của Pokryshkin đối với học thuyết về chiến tranh đường không của Liên Xô. Vị chỉ huy này cuối cùng đã đưa Pokryshkin ra tòa án binh với cáo buộc rằng ông đã hèn nhát và không phục tùng mệnh lệnh của cấp trên. Pokryshkin bị cấm bay, loại khỏi ban chỉ huy của trung đoàn và khai trừ khỏi Đảng. Tuy nhiên ông đã nhanh chóng được minh oan khi những chỉ huy quân sự cấp cao hơn can thiệp, bác vụ án và khôi phục chức vụ cho Pokryshkin.

### Kuban

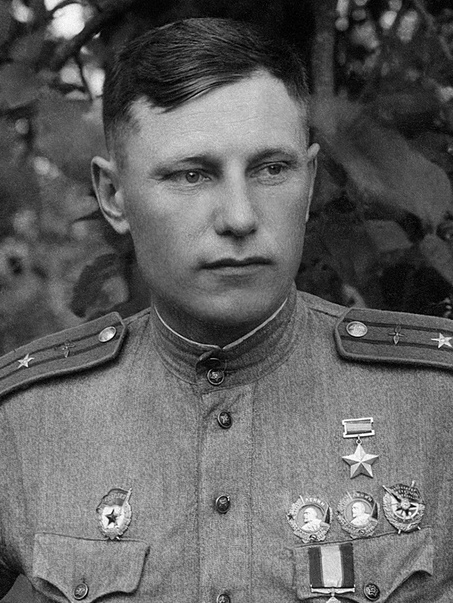
Anh hùng Liên Xô, Thiếu tá Aleksandr Pokryshkin. Năm 1943

Đóng góp đáng chú ý nhất của Pokryshkin và cũng là thành tích ấn tượng nhất của ông trong Chiến tranh Vệ quốc vĩ đại là tại mặt trận Kuban năm 1943. Vùng phía Đông của bán đảo Krym khi đó là chiến trường ác liệt giữa Không quân Liên Xô đóng ở Kuban và Không quân Đức đóng ở Krym với những trận không chiến hàng ngày đôi khi có tới 200 máy bay tham chiến. Trung đoàn của Pokryshkin phải đối đầu với các đơn vị máy bay chiến đấu nổi tiếng như JG 51 'Mölders', JG 52 và JG 3 'Udet'. Pokryshkin đã đề xuất chiến thuật mới tấn công bằng nhiều loại vũ khí trên cùng một độ cao, sử dụng radar mặt đất để điều khiển, chiến thuật này đã dẫn tới thắng lợi lớn đầu tiên của Không quân Liên Xô trước Không quân Đức.
Một trong những trận không chiến nổi tiếng nhất mà Pokryshkin tham gia là vào ngày 29 tháng 4 năm 1943, khi 8 máy bay do Pokryshkin dẫn đầu và có sự chỉ huy từ mặt đất đụng độ với một tốp đông máy báy đối phương. Các phi công Liên Xô đã hạ 12 chiếc Stuka trong đó riêng Pokryshkin hạ 5 chiếc.

### 1944–45
Tháng 2 năm 1944, Pokryshkin được đề nghị thăng chức và giữ nhiệm vụ huấn luyện phi công mới, ông đã ngay lập tức từ chối và tiếp tục chiến đấu với quân hàm cũ trong trung đoàn bay của ông. Tuy nhiên do đã rất nổi tiếng ở Liên Xô nên Pokryshkin cũng không được tham gia chiến đấu trực tiếp vì người ta sợ rằng ông có thể bị bắn rơi. Ông sử dụng phần lớn thời gian trong hầm chỉ huy để chỉ đạo các cuộc không chiến của trung đoàn. Tháng 6 năm 1944, Pokryshkin được thăng hàm Đại tá và được chỉ định làm Tư lệnh Sư đoàn Cận vệ bay số 9.
Ngày 19 tháng 8 năm 1944, với thành tích xuất kích 550 lần và hạ chính thức 53 máy bay đối phương, Pokryshkin lần thứ ba được phong Anh hùng Liên Xô và trở thành người đầu tiên được phong danh hiệu cao quý này 3 lần. Tuy bị cấm tham gia chiến đấu cùng đồng đội, Pokryshkin thỉnh thoảng vẫn đánh lừa được cấp trên và tiếp tục nâng cao thành tích thêm 6 chiếc. Ông kết thúc chiến tranh với cấp bậc đại tá, chức vụ Sư đoàn trưởng.
Phần lớn trong số 65 chiếc máy bay bị Pokryshkin chính thức tiêu diệt là trong thời kỳ đầu chiến tranh, khi Không quân Liên Xô phải chiến đấu với thế yếu hơn, vì vậy thành tích của ông vẫn được đánh giá là vào loại xuất sắc nhất trong số các phi công át chủ bài của Hồng quân Liên Xô trong chiến tranh.
Ông vinh dự được có mặt trong Lễ Duyệt binh Chiến thắng lần đầu tiên năm 1945 và là người cầm cờ hiệu của Phương diện quân Ukraine số 1 do Nguyên soái Ivan Konev dẫn đầu.

## Sau chiến tranh
Năm 1953 Pokryshkin được phong Thiếu tướng Không quân. Từ năm 1968 đến năm 1971 ông là Tư lệnh Không quân Liên Xô. Năm 1972, Pokryshkin được phong quân hàm Nguyên soái Không quân và chuyển ra lãnh đạo tổ chức dân sự Hội tình nguyện giúp đỡ quân đội, không quân và hải quân Đô-xáp (DOSAAF) cho đến năm 1981.
Pokryshkin mất ngày 13 tháng 11 năm 1985 tại Moskva ở tuổi 72. Ở Novosibirsk đã có một con đường, một quảng trường và một ga tàu điện ngầm được mang tên ông.

## Lược sử cấp bậc
- Kỹ thuật viên sơ cấp (младший воентехник, tháng 12/1933),
- Kỹ thuật viên bậc 2 (воентехник 2-го ранга; 25.03.1936),
- Thượng úy (22.12.1939),
- Đại úy (16.02.1942),
- Thiếu tá (8.04.1943),
- Trung tá (22.02.1944),
- Đại tá (2.07.1944),
- Thiếu tướng không quân (3.08.1953),
- Trung tướng không quân (18.02.1958),
- Thượng tướng không quân (22.02.1963),
- Nguyên soái không quân (16.12.1972).